# Paràbola del fariseu i el publicà
La paràbola del fariseu i el publicà és una història narrada per Jesús que apareix a l'evangeli segons Lluc (Lc 18:9-14)

## Argument
Dos homes van a pregar al temple. Un és un fariseu, que es vanta de seguir els ensenyaments divins, de fer dejú i donar almoina. L'altre és un publicà que demana misericòrdia pels molts pecats comesos. Jesús assegura que Déu prefereix el segon home al primer.

## Anàlisi
La paràbola és una evident exaltació de la humilitat. L'orgull és vist com el pitjor pecat dels cristians, perquè és el que va portar Llucifer a revoltar-se contra Déu i a més és el més complicat d'evitar (si hom fa el bé pot estar orgullós de fer-lo i llavors no escapa del pecat). També defensa el penediment, com en altres paràboles (paràbola de l'ovella perduda, paràbola del fill pròdig…), ja que és un mitjà per netejar les culpes i acostar-se a Déu.
Els publicans eren els recol·lectors d'impostos per als romans, una figura molt mal vista a l'època però que Jesús revaloritza en diverses narracions (el mateix Mateu apòstol tenia aquesta professió). Per contra, els fariseus eren els jueus més ortodoxos i pertanyien a la classe alta, però Jesús els critica sovint per la seva hipocresia, segueixen la lletra de la llei però tenen mals sentiments. Aquesta inversió dels papers dels grups socials apareix sovint als evangelis, com a la paràbola del bon samarità, per exemple.